# Мировка (Воронежская область)
Мировка — село в Панинском районе Воронежской области.
Входит в состав Росташевского сельского поселения.

## География
Село находится южнее посёлка Малые Ясырки, у притока реки Икорец.

### Улицы
- ул. Колхозная
- ул. Солнечная

## История
Основано в начале XX века.

## Население
| 2000 | 2005 | 2007 | 2010 |
| ---- | ---- | ---- | ---- |
| 102  | ↘96  | ↘92  | ↘67  |